# محمد علي أمير معزي
محمد علي أمير معزّي (بالفرنسية: Mohammad Ali Amir-Moezzi)‏ هو مختص في الدراسات الإسلامية في كلية الدراسات العليا . يعتبر أحد الأكاديميين الرائدين في دراسة الشيعة الإثنا عشرية المبكرة.

## آراء شيعية مبكرة

### الإمامة
واحدة من الإستدلالات المهمة لأمير معزي هي أن المعتقدات الفائقة الطبيعية وعقلانية حول الأئمة الاثني عشر كانت في جوهر الشيعة الإثني عشرية. وهذا ما يجعله في تناقض مع التفسير السائد وهو التقليد العقلاني، بقيادة شخصيات مثل الشيخ مفيد ، هي التي شكلت هذا اللب. تم طرح هذه الحجة في البداية في كتابه بالفرنسية :( الدليل الإلهي في المذهب الشيعي المبكر ) ، واستمر في تطويرها في عمله لاحقًا. و يتناقض هذا الرأي بشكل عام مع آراء حسين مدريسي . حيث يصف أمير معزي وجهة النظر الشيعية المبكرة على هذا النحو: 
 بدون الإمام، سينهار الكون، لأنه هو البرهان، والمظاهر، وجسد الله، وهو الوسيلة التي تمكن للبشر من خلالها، إن لم يكن معرفة الله، على الأقل معرفة ما يمكن معرفته بالله. بدون الرجل المثالي، وبدون دليل مقدس، لا يمكن الوصول إلى الإلهية، ولا يمكن للعالم أن ينغمس إلا في الظلام. الإمام هو العتبة التي يتواصل من خلالها الله والمخلوقات. إنه بالتالي ضرورة فلكية، ومفتاح ومركز الاقتصاد العالمي للمقدس: «لا يمكن أن تخلو الأرض من إمام ؛ وبدونه، لا يمكن أن تستمر ساعة». 

## المنشورات
معظم منشورات أمير موزي باللغة الفرنسية، لكن بعضها ترجمت إلى الإنجليزية والإيطالية.

### الإنجليزية
- الدليل الإلهي في المذهب الشيعي المبكر (نيويورك: مطبعة جامعة ولاية نيويورك، 1994).
- أحمد بن محمد الصيعري، الوحي والتزوير: كتاب القِرَط لأحمد ب. محمد الصيارى محمد علي أمير موزي وإيتان كولبرج (ليدن، بوسطن: بريل، 2009).

### الفرنسية
- Le Guide divin dans le shi'isme Originel. Aux sources de l'ésotérisme en Islam ، باريس، فيردي، كول. «إسلام سبيريتيل» ، باريس، 1992
- Qu'est-ce que le shî'isme؟ (avec Christian Jambet )، Paris، éd. فيارد، كول. «Histoire de la pensée» ، باريس، 2004
- La Religion discrète : croyances et pratiques spirituelles dans l'islam shi'ite ، Paris، éd. فرين، كول. "Text et Traditions" ، باريس، 2006
- بيتيت هيستوري دي إسلام (avec Pierre Lory) Paris، éd. فلاماريون، كول. «ليبريو» ، باريس، 2007
- Le Coran silencieux et le Coran parlant. مصادر scripturaires de l'islam entre histoire et ferveur ، CNRS Éditions ، باريس، 2011
- لا بريوف دي ديو. La mystique shi'ite à travers l'œuvre de Kulayni، IXe - Xe siècle ، éd. دو سيرف، كول. «الإسلام، مقاربة جديدة» ، 348 صفحة، باريس، 2018
- Amir-Moezzi؛ Dye، المحررون (2019). Le Coran des historiens. Éditions du Cerf.

### الإيطالية
- (I. Zilio Grandi ed. ) ، ديزيوناريو ديل كورانو ، ميلانو: موندادوري، 2007.
- ايل كورانو (محرران) أ. فنتورا عبر. إ. زيليو غراندي ؛ التعليقات أ. م. يحيى، إ. زيليو غراندي، وماجستير أمير موزي) ، ميلانو: موندوري، 2010.
- Il Corano silente، il Corano parlante - Le fonti scritturali dell'Islam fra storia e fervore (Roma: Istituto per l'Oriente Carlo Alfonso Nallino ، 2018).